# Pyrbaum
Pyrbaum je městys v německé spolkové zemi Bavorsko, v zemském okrese Neumarkt in der Oberpfalz ve vládním obvodu Horní Falc. Leží asi 25 km jihovýchodně od Norimberka.
Žije zde přibližně 5 800 obyvatel.

## Poloha
Sousední obce jsou: Allersberg, Burgthann, Freystadt, Postbauer-Heng, Roth, Schwarzenbruck a Wendelstein.